# 牛车轮礁
牛车轮礁，中国渔民习惯称呼为牛车英，为南沙群岛一个珊瑚台礁，形似牛车轮子。位于仁爱礁东南约18.5海里，信义礁东北约19海里，仙宾礁西南18.4海里。中国及菲律宾都声称对其拥有主权。

## 历史
- 1983年中国公布牛车轮礁为其标准名称。有外文图书称其为Boxall Reef[1]。
- 1987年，中国科学院南沙综合科学考察队在其上面设立了40cm*40cm*8cm的水泥预制件，中间镶有铜质的测量标志[2]。
- 2011年5月，菲律宾官方拆除中國在牛车轮礁設置的标识[3]。
- 2014年5月，有报道称中国計劃占领牛车轮礁，限制菲律宾在仁爱礁的活动[4]。